# Pseudoconchoecia
Pseudoconchoecia är ett släkte av kräftdjur. Pseudoconchoecia ingår i familjen Halocyprididae.
Kladogram enligt Catalogue of Life:
| Pseudoconchoecia | \| \| Pseudoconchoecia concentrica \| \| \| \| \| \| Pseudoconchoecia serrulata \| \| \| \| |
|                  | \| \| Pseudoconchoecia concentrica \| \| \| \| \| \| Pseudoconchoecia serrulata \| \| \| \| |
|                  | Pseudoconchoecia concentrica                                                                |
|                  |                                                                                             |
|                  | Pseudoconchoecia serrulata                                                                  |
|                  |                                                                                             |